# Nizan-Gesse
Nizan-Gesse, kort Nizan, ook wel Nizan sur Gesse, is een gemeente in het Franse departement Haute-Garonne (regio Occitanie) en telt 90 inwoners (2009). De plaats maakt deel uit van het arrondissement Saint-Gaudens.

## Het huidige dorp
Nizan-Gesse is gelegen aan de rivier de Bernesse, op de kruising van de wegen D17 en D69. Het dorp maakt deel uit van het oud graafschap Comminges. Er is een kerk, een gemeentehuis, een carrosseriefabriek, een tennisbaan, een monument voor de gevallenen en een mariabeeld. Inwoners van het dorp worden Nizanois genoemd.

## Geografie
De oppervlakte van Nizan-Gesse bedraagt 8,8 km², de bevolkingsdichtheid is dus 10,2 inwoners per km².

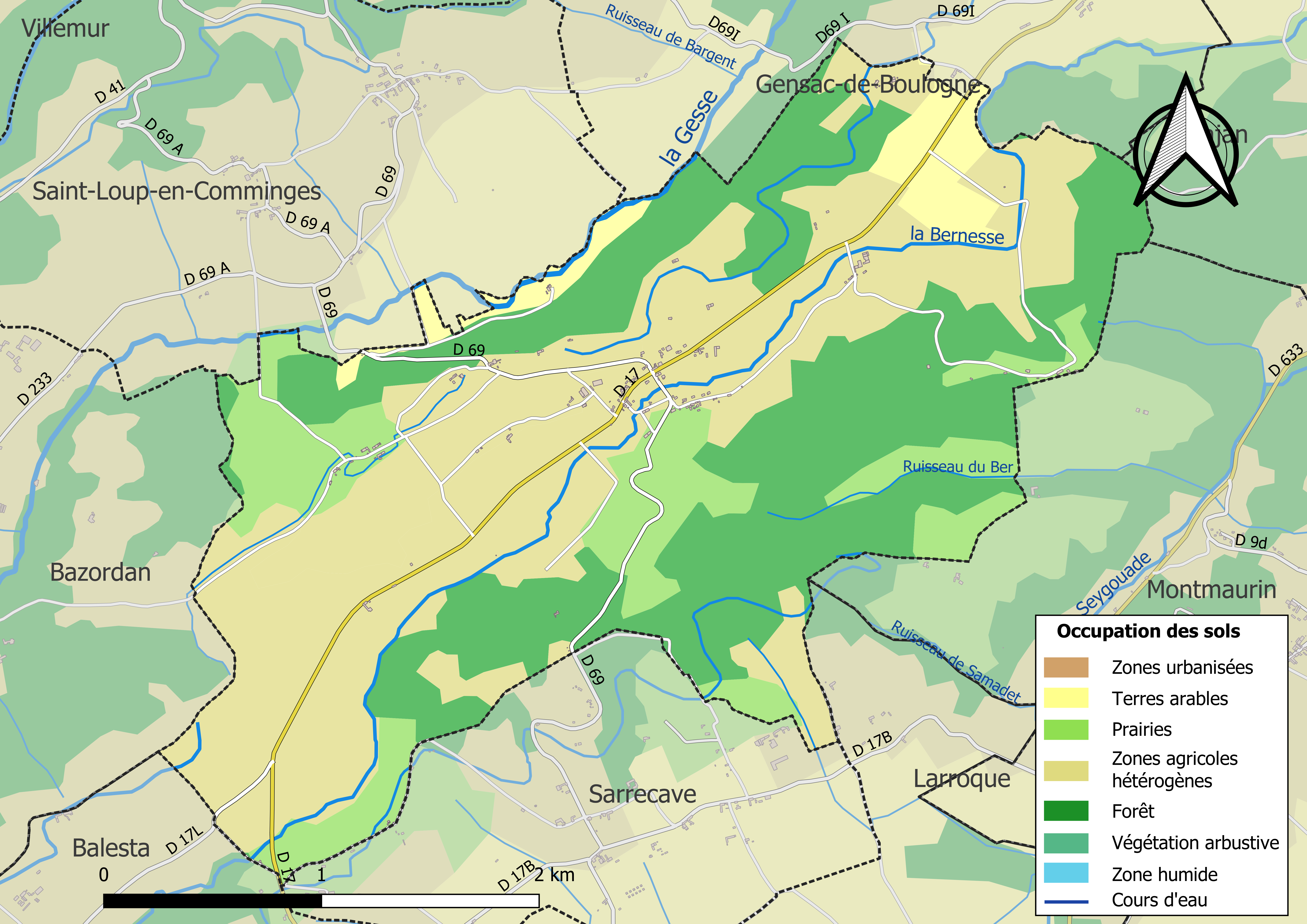
Kaart van de gemeente met de belangrijkste infrastructuur, bodemgebruik en omliggende gemeenten

## Demografie
Onderstaande figuur toont het verloop van het inwonertal (bron: INSEE-tellingen).